# Кинерал
Кинерал — село в Бурлинском районе Алтайского края. Входит в состав Бурлинского сельсовета.

## История
Основано в 1911 году. До 1917 года казахский аул Славгородской волости Барнаульского уезда Томской губернии. в 1928 г. аул Кинеральский состоял из 71 хозяйства и входил в состав Узун-Агачского сельсовета Ново-Алексеевского района Славгородского округа Сибирского края. Колхоз «Жанааул». С 1950 г. центральная усадьба колхоза имени Хрущёва. С 1958 г. отделение совхоза «Бурлинский».

## Население
В 1928 году в ауле проживал 331 человек (178 мужчин и 153 женщины), основное населения — казахи.
| 1997 | 1998 | 1999 | 2000 | 2001 | 2002 | 2003 |
| ---- | ---- | ---- | ---- | ---- | ---- | ---- |
| 29   | ↘27  | ↘26  | ↘23  | ↘19  | →19  | ↘17  |
| 2004 | 2005 | 2006 | 2007 | 2008 | 2009 | 2010 |
| ↗19  | ↘17  | ↘12  | ↗13  | ↗14  | ↘11  | ↘7   |
| 2011 | 2012 | 2013 |      |      |      |      |
| ↗9   | ↘7   | →7   |      |      |      |      |